# 巨済島
座標: 北緯34度51分29秒 東経128度37分06秒 / 北緯34.85806度 東経128.61833度
巨済島（コジェとう）は大韓民国の慶尚南道巨済市に属し、同市の大部分を占める島。釜山広域市の南西に位置する。面積は約 400 km2 で、韓国では済州島に次いで2番目に大きな島である。巨済島と日本の対馬との間は朝鮮海峡（対馬海峡西水道）が最も狭隘になる場所で、日本との関係も深く、沙都島と称した。
主な産業は造船と漁業。

## 地理
巨済島は朝鮮半島の南海上に位置する。朝鮮半島本土部から南に伸びる固城半島が巨済島の西側に延びており、島の北側にはこれらの陸地に囲まれた鎮海湾を形成している。固城半島との間の最も狭隘な部分は幅800mほどの見乃梁（キョンネリャン/견내량）海峡であり、並行して2本の橋が架けられている。この海峡の南の海域には閑山島など多数の島々があり、文禄・慶長の役の激戦場となった（閑山島海戦や漆川梁海戦等）。これらの島々とともに巨済島の一部も閑麗海上国立公園に指定されている。
東北方向には、鎮海湾口約 9 km を隔てて加徳島があり、
2010年12月に釜山に直結する巨加大橋が開通した。従来の陸路では釜山へ3時間程度を要していたが、橋の開通により1時間以内のアクセスが可能になった。
東南方向には朝鮮海峡（対馬海峡西水道）を隔てて日本の対馬があり、朝鮮海峡が最も狭まる海域の一つとなっている。このため、日韓トンネル構想における韓国側出入口の候補の一つとなっている。
最高峰は島の最南端部にある加羅山（カラサン/가라산、585 m）。加羅山の北に連なる老子山（ノジャサン/노자산、565 m）、中央部の鶏龍山（ケリョンサン/계룡산、566 m）、東部の玉女峰（オンニョボン/옥녀봉、555 m）など 500 m 級の山が連なる。リアス式海岸の特徴である複雑な海岸線を持ち、天然の港を形作っている。島の周辺は好漁場である。

## 歴史

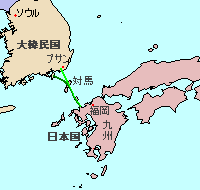
日韓トンネル構想。濃緑が巨済島ルート。

古来、この島は日本と朝鮮半島との間の交通の要衝であった。
元寇・応永の外寇では朝鮮半島から日本列島へ向かう軍勢の集結地となり、逆に海上からは倭寇が侵入を繰り返した。文禄・慶長の役ではこの島を日本軍が足がかりとし、今も倭城の遺跡が残る。
現在は造船の島として経済発展を遂げている。

## 名所・旧跡・観光スポット・祭事・催事
- 巨済捕虜収容所遺跡公園(韓国語) - 朝鮮戦争時、朝鮮人民軍や中国兵の捕虜収容所跡地